# Myzostoma tenuispinum
Myzostoma tenuispinum is een ringworm uit de familie Myzostomatidae.
Myzostoma tenuispinum werd in 1884 voor het eerst wetenschappelijk beschreven door Graff.